# Wildberg (Baden-Württemberg)
Wildberg település Németországban, azon belül Baden-Württembergben. Lakosainak száma 10 372 fő (2023. december 31.). Wildberg Calw, Gechingen, Aidlingen, Deckenpfronn, Herrenberg, Jettingen, Nagold, Ebhausen, Altensteig és Neubulach községekkel határos.

## Népesség
A település népessége az elmúlt években az alábbi módon változott:
| Lakosok száma | 6874 | 10 012 | 10 069 | 10 306 | 10 443 | 10 372 |
|               | 1975 | 2017   | 2019   | 2021   | 2022   | 2023   |